# Čelje
Čelje je naselje u slovenskoj Općini Ilirskoj Bistrici. Čelje se nalazi u pokrajini Notranjskoj i statističkoj regiji Notranjsko-kraškoj. 

## Stanovništvo
Prema popisu stanovništva iz 2002. godine naselje je imalo 64 stanovnika.